# プントランド関係記事の一覧
プントランド関係記事の一覧（プントランドかんけいきじのいちらん）は、プントランドに関係する記事の一覧である。

## プントランド関係記事
50音順に配列されている。

### あ行
- アタランタ作戦（軍事作戦）
- アデン湾（湾）
- アブドゥラヒ・ユスフ（大統領）
- アラビア語（言語）
- イギリス領ソマリランド（植民地）
- イスラム法廷会議（自治政府）
- イタリア領ソマリランド（植民地）
- エイル (ソマリア)（町）

### か行
- ガローウェ（首都）
- ガローウェ・オンライン（通信社）

### さ行
- ソマリア（国）
- ソマリア沖の海賊（事件）
- ソマリア内戦（戦争）
- ソマリ語（言語）
- ソマリランド（国）

### は行
- バルガル襲撃（戦闘）
- プントランド（国）
- プントランドにおける石油採掘（開発）
- プントランド・ソマリランド紛争（戦争）

### ま行
- マーヒル（国）